# Gustave Nadaud

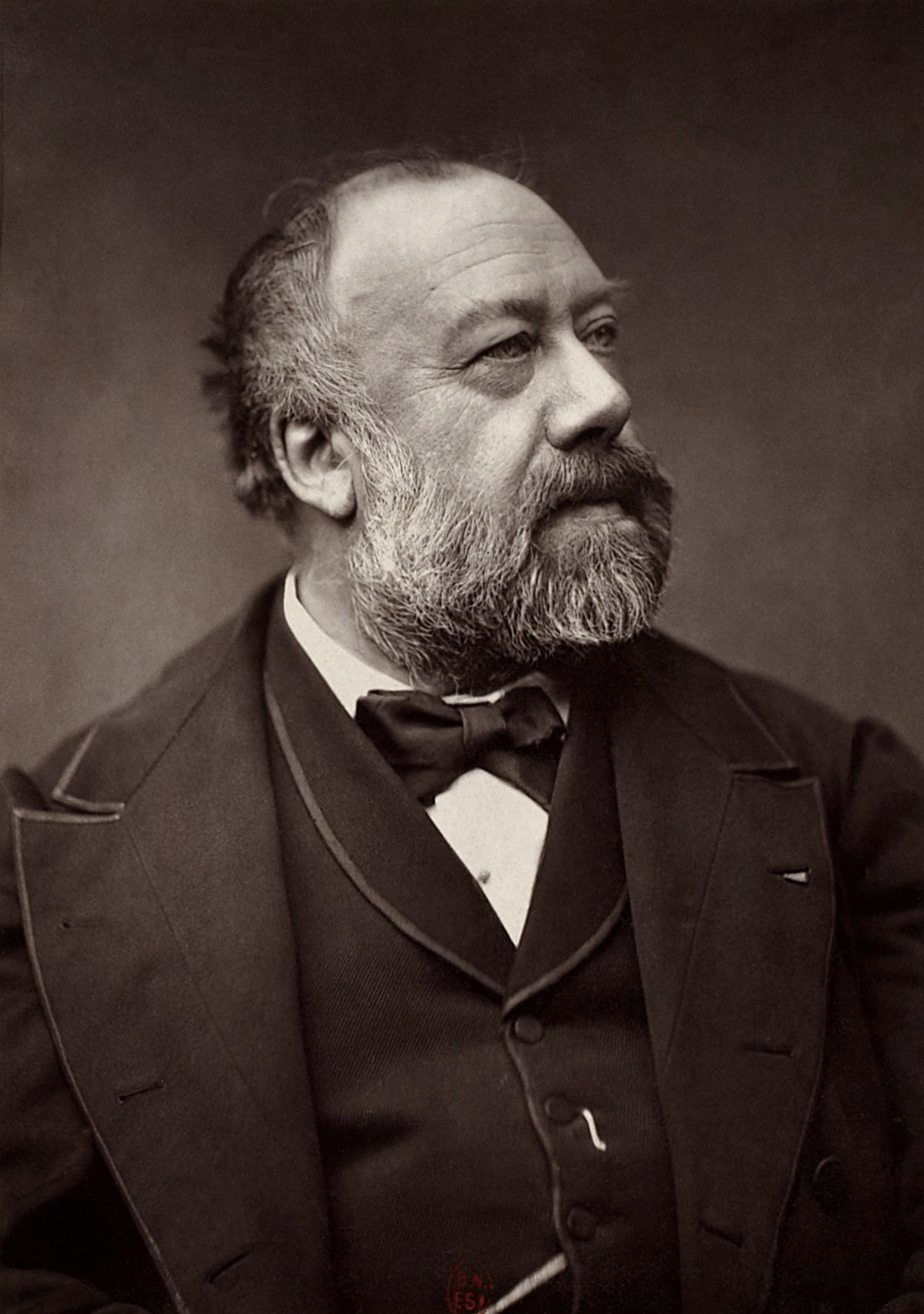
Gustave Nadaud

Gustave Nadaud (* 20. Februar 1820 in Roubaix; † 29. April 1893 in Passy, Paris) war ein französischer Dichter, Goguettier und vor allem Liedermacher und Sänger.

## Leben und Werk
Nadaud schrieb und vertonte eigene Texte. Eine enge Freundschaft verband ihn mit Eugène Pottier, dem Autor der Internationale, von dem er 1884 50 Lieder veröffentlichte. Nach dem Tod Victor Hugos blieb er alleiniger Ehrenpräsident der 1883 von Jean-François Gonon gegründeten poetischen und künstlerischen Gesellschaft Caveau stéphanois. Trotz des großen Erfolgs seiner ca. 300 Werke beendete er sein Leben in Armut.
Nadauds Repertoire bestand aus lustigen, ironischen und engagierten populären Stücken. Mit Le Roi boiteux malte er eine politische Satire des Second Empire. Sein Werk mit dem Titel Pandore, ou les Deux Gendarmes wurde vom Regime verboten. Gustave Nadaud griff auch auf den sozialen Kontext zurück. Le Soldat de Marsala wurde vom Zug der Tausend inspiriert, die Garibaldi in Sizilien ins Leben gerufen hatte, aber das Lied wurde erst unter der Dritten Republik genehmigt.
Er war einer der wenigen Chansonniers seiner Zeit, der seine eigenen Texte schrieb und sie vertonte. Nadaud starb am 28. April 1893 in Paris.
In Frankreich sind Straßen und öffentliche Gebäude nach ihm benannt, am bekanntesten wohl die Rue Gustave Nadaud in Paris, wo Nadaud eine Zeitlang lebte.
Viele seiner Lieder werden noch heute modern interpretiert. Er gilt als ein „aktueller Autor aus dem 19. Jahrhundert“ (Bertrand Dicale):

„Un auteur actuel dès le XIXe siècle? Cèst Nadaud. Chez lui, on entend déja Charles Trenet, Michel Delpech, Renaud, Bénabar. Et, surtout, c’est le professeur de chanson de Georges Brassens.“

## Publikationen (Auswahl)
- Nadaud, Gustave: Chansons choisies illustrées par ses amis. 2 Bde. (und) Chansons légères illustrées par ses amis. Paris, Ateliers de Reproductions Artistiaues (und) Société generale des Aplications Photographiques, 1882 u. 1885.
- Collection complète des Chansons. Paroles et Musique avec Accompagnement de Piano [14 Hefte in 3 Bde.]. Paris, Heugel et Cie (V.Nrn. 2691–2697, 2939, 3151, 3364, 3785, 3987, 4595, 6548) (1862–1868).